# Bankhaus B. M. Strupp
Das Bankhaus B. M. Strupp war ein privates Kreditinstitut in Meiningen.

## Geschichte
Das Bankhaus B. M. Strupp wurde 1742 in Meiningen, zu dieser Zeit die Haupt- und Residenzstadt von Sachsen-Meiningen, gegründet. Die Bank war zunächst ein Geschäftsbereich der Firma B. M. Strupp, das die Familie Strupp 1715 in Dreißigacker mit dem Namen „I. M. Strupp“ gründete. Die Firma betrieb Handel mit Getreide und Kramwaren und wurde 1740 in B. M. Strupp umbenannt. Sie hatte ihren Sitz in der Meininger Metzengasse und ab 1833 im neu erbauten jüdischen Kaufhaus in der Bernhardstraße.
Erste Filialen außerhalb von Meiningen richteten die Strupps in Ruhla, Gotha, Hildburghausen und Salzungen ein, später kamen weitere im heutigen Thüringer Raum hinzu. Das Bankhaus gehörte zu den Mitbegründern der Werra-Eisenbahn-Gesellschaft und war an den Gründungen der Mitteldeutschen Creditbank 1856 und der Deutschen Hypothekenbank Meiningen 1862 beteiligt.
Die Eröffnung der ersten Bankfiliale in Ruhla durch den Bankier B. M. Strupp fand am 15. Oktober 1863 statt.  Dies geschah hauptsächlich auf Betreiben des Handlungshauses Joh. Chr. Dreiß. Untergebracht war die Bank im Hause Nr. 76 an der Erbstrombrücke (der späteren Buchhandlung Eppelin).
Ab 1862 war die Firma B. M. Strupp unter der Leitung von Mayer Strupp ausschließlich im Bankgeschäft tätig und wurde ab 1873 von dessen Sohn und Bankier Gustav Strupp geführt. Das Stammhaus in Meiningen leitete sein Bruder Meinhold Strupp, während die Filiale in Gotha sein Bruder Louis Strupp führte. Dieser war auch Aufsichtsratsvorsitzender der Gothaer Waggonfabrik. Die Bank besaß eine eigene Kranken- und Rentenversicherung und unterhielt mehrere Stiftungen (→ Gustav Strupp). Das Bankhaus zog wenig später in das Könitzsche Palais ebenfalls in der Bernhardstraße 4 um.
Die Hauptgeschäftsfelder waren Ende des 19. Jahrhunderts der in der Porzellanindustrie tätige Strupp-Konzern, Brauereien, Eisenfabriken und Textilfirmen. Weiterhin hatte das Bankhaus die Leitung der Salinen und des Solbades in Salzungen inne. Gustav Strupp und seine Brüder Meinhard und Louis wandelten am 18. Oktober 1905 das Bankhaus B. M. Strupp in die Aktiengesellschaft Bank für Thüringen um. 1940 löschten die Nationalsozialisten das Bankhaus aus dem Handelsregister.